# Dean Jagger
Dean Jagger (właśc. Ira Dean Jagger; ur. 7 listopada 1903 w Columbus Grove lub Limie, zm. 5 lutego 1991 w Santa Monica) – amerykański aktor filmowy, teatralny i telewizyjny, laureat Oscara za drugoplanową rolę w dramacie wojennym Z jasnego nieba (1949).

## Nagrody
- Nagroda Akademii Filmowej 1950: Z jasnego nieba – najlepszy aktor drugoplanowy